# Ferdinando I de' Medici
Ferdinando I de' Medici (Florence 30 juli 1549 - aldaar, 3 februari 1609) was de groothertog van Toscane. Hij regeerde van 1587 tot 1609 en was de opvolger van zijn oudere broer Francesco I.
Ferdinando was de vierde zoon van Cosimo I de' Medici en Eleonora van Toledo, de dochter van de Spaanse onderkoning van Napels, Pedro Álvarez de Toledo. Op 14-jarige leeftijd, in 1562, werd hij werd tot kardinaal benoemd. Toen zijn broer Francesco in 1587 overleed volgde Ferdinando – zijn twee andere oudere broers waren reeds op jeugdige leeftijd overleden – hem op als groothertog.
Als kardinaal in Rome had Ferdinando al laten zien dat hij een bekwaam bestuurder was. Hij richtte de Villa Medici in Rome in met vele kunstwerken, welke hij mee terug nam naar Florence. Ferdinando behield zijn positie als kardinaal tot 1589 toen hij trouwde met Christine van Lotharingen. Zij was de dochter van Karel III van Lotharingen en Claudia van Valois. Hun kinderen waren:
- Cosimo II (12 mei 1590 - 28 februari 1621), groothertog van Toscane, trouwde met Maria Magdalena
- Eleonora (10 november 1591 - 22 november 1617)
- Caterina (2 mei 1593 - 17 april 1629), trouwde met Ferdinando Gonzaga (26 april 1587 - 29 oktober 1626), hertog van Mantua
- Francesco (14 mei 1594 - 17 april 1614)
- Carlo (19 maart 1595 - 17 juni 1666)
- Filippo (9 april 1598 - 1 april 1602)
- Lorenzo (1600 - 1648)
- Maria Magdalena (1 augustus 1600 - 28 december 1633)
- Claudia (Florence, 4 juni 1604 - 25 december 1648), trouwde met Federico Ubaldo delle Rovere (Pesaro 16 mei 1605 - 28 juni 1623), hertog van Urbino, en met Leopold V van Habsburg (Graz, 9 oktober 1586 - 13 september 1632), graaf van Tirol.

Ferdinando I de' Medici ligt begraven in de Cappelle Medicee, een kapel van de San Lorenzo in Florence.
Ferdinando werd opgevolgd door zijn 19-jarige zoon Cosimo II.

## Kwartierstaat
| Giovanni de' Medici il Popolano (1498-1526) | Giovanni de' Medici il Popolano (1498-1526) | Giovanni de' Medici il Popolano (1498-1526) | Giovanni de' Medici il Popolano (1498-1526) | Giovanni de' Medici il Popolano (1498-1526) | Giovanni de' Medici il Popolano (1498-1526) | Catherina Sforza (ca. 1463-1509)      | Catherina Sforza (ca. 1463-1509)      | Catherina Sforza (ca. 1463-1509)      | Catherina Sforza (ca. 1463-1509)      | Catherina Sforza (ca. 1463-1509)   | Catherina Sforza (ca. 1463-1509)   |                                    |                                    | Jacopo Salviati (1461-1533)     | Jacopo Salviati (1461-1533)     | Jacopo Salviati (1461-1533) | Jacopo Salviati (1461-1533) | Jacopo Salviati (1461-1533) | Jacopo Salviati (1461-1533) | Lucrezia de' Medici (1470-1550) | Lucrezia de' Medici (1470-1550) | Lucrezia de' Medici (1470-1550) | Lucrezia de' Medici (1470-1550) | Lucrezia de' Medici (1470-1550) | Lucrezia de' Medici (1470-1550) |                      |                      | Fadrique Álvarez de Toledo (1478-1506) | Fadrique Álvarez de Toledo (1478-1506) | Fadrique Álvarez de Toledo (1478-1506) | Fadrique Álvarez de Toledo (1478-1506) | Fadrique Álvarez de Toledo (1478-1506) | Fadrique Álvarez de Toledo (1478-1506) | Isabel de Zúñiga y Pimentel (1470–1520) | Isabel de Zúñiga y Pimentel (1470–1520) | Isabel de Zúñiga y Pimentel (1470–1520) | Isabel de Zúñiga y Pimentel (1470–1520) | Isabel de Zúñiga y Pimentel (1470–1520) | Isabel de Zúñiga y Pimentel (1470–1520) |                                     |                                     | Luis Pimentel y Pacheco (1467-1497) | Luis Pimentel y Pacheco (1467-1497) | Luis Pimentel y Pacheco (1467-1497) | Luis Pimentel y Pacheco (1467-1497) | Luis Pimentel y Pacheco (1467-1497) | Luis Pimentel y Pacheco (1467-1497) | Juana Osorio y Bazán (1472-1491)  | Juana Osorio y Bazán (1472-1491)  | Juana Osorio y Bazán (1472-1491) | Juana Osorio y Bazán (1472-1491) | Juana Osorio y Bazán (1472-1491) | Juana Osorio y Bazán (1472-1491) |  |  |  |  |  |  |  |  |  |  |  |  |  |  |  |  |  |  |  |  |  |  |  |  |  |  |  |  |  |  |  |  |  |  |  |  |  |  |  |  |  |  |  |  |  |  |  |  |
| Giovanni de' Medici il Popolano (1498-1526) | Giovanni de' Medici il Popolano (1498-1526) | Giovanni de' Medici il Popolano (1498-1526) | Giovanni de' Medici il Popolano (1498-1526) | Giovanni de' Medici il Popolano (1498-1526) | Giovanni de' Medici il Popolano (1498-1526) | Catherina Sforza (ca. 1463-1509)      | Catherina Sforza (ca. 1463-1509)      | Catherina Sforza (ca. 1463-1509)      | Catherina Sforza (ca. 1463-1509)      | Catherina Sforza (ca. 1463-1509)   | Catherina Sforza (ca. 1463-1509)   |                                    |                                    | Jacopo Salviati (1461-1533)     | Jacopo Salviati (1461-1533)     | Jacopo Salviati (1461-1533) | Jacopo Salviati (1461-1533) | Jacopo Salviati (1461-1533) | Jacopo Salviati (1461-1533) | Lucrezia de' Medici (1470-1550) | Lucrezia de' Medici (1470-1550) | Lucrezia de' Medici (1470-1550) | Lucrezia de' Medici (1470-1550) | Lucrezia de' Medici (1470-1550) | Lucrezia de' Medici (1470-1550) |                      |                      | Fadrique Álvarez de Toledo (1478-1506) | Fadrique Álvarez de Toledo (1478-1506) | Fadrique Álvarez de Toledo (1478-1506) | Fadrique Álvarez de Toledo (1478-1506) | Fadrique Álvarez de Toledo (1478-1506) | Fadrique Álvarez de Toledo (1478-1506) | Isabel de Zúñiga y Pimentel (1470–1520) | Isabel de Zúñiga y Pimentel (1470–1520) | Isabel de Zúñiga y Pimentel (1470–1520) | Isabel de Zúñiga y Pimentel (1470–1520) | Isabel de Zúñiga y Pimentel (1470–1520) | Isabel de Zúñiga y Pimentel (1470–1520) |                                     |                                     | Luis Pimentel y Pacheco (1467-1497) | Luis Pimentel y Pacheco (1467-1497) | Luis Pimentel y Pacheco (1467-1497) | Luis Pimentel y Pacheco (1467-1497) | Luis Pimentel y Pacheco (1467-1497) | Luis Pimentel y Pacheco (1467-1497) | Juana Osorio y Bazán (1472-1491)  | Juana Osorio y Bazán (1472-1491)  | Juana Osorio y Bazán (1472-1491) | Juana Osorio y Bazán (1472-1491) | Juana Osorio y Bazán (1472-1491) | Juana Osorio y Bazán (1472-1491) |  |  |  |  |  |  |  |  |  |  |  |  |  |  |  |  |  |  |  |  |  |  |  |  |  |  |  |  |  |  |  |  |  |  |  |  |  |  |  |  |  |  |  |  |  |  |  |  |
|                                             |                                             |                                             |                                             |                                             |                                             |                                       |                                       |                                       |                                       |                                    |                                    |                                    |                                    |                                 |                                 |                             |                             |                             |                             |                                 |                                 |                                 |                                 |                                 |                                 |                      |                      |                                        |                                        |                                        |                                        |                                        |                                        |                                         |                                         |                                         |                                         |                                         |                                         |                                     |                                     |                                     |                                     |                                     |                                     |                                     |                                     |                                   |                                   |                                  |                                  |                                  |                                  |  |  |  |  |  |  |  |  |  |  |  |  |  |  |  |  |  |  |  |  |  |  |  |  |  |  |  |  |  |  |  |  |  |  |  |  |  |  |  |  |  |  |  |  |  |  |  |  |
|                                             |                                             |                                             |                                             | Giovanni dalle Bande Nere (1498−1526)       | Giovanni dalle Bande Nere (1498−1526)       | Giovanni dalle Bande Nere (1498−1526) | Giovanni dalle Bande Nere (1498−1526) | Giovanni dalle Bande Nere (1498−1526) | Giovanni dalle Bande Nere (1498−1526) |                                    |                                    |                                    |                                    |                                 |                                 | Maria Salviati (1499-1543)  | Maria Salviati (1499-1543)  | Maria Salviati (1499-1543)  | Maria Salviati (1499-1543)  | Maria Salviati (1499-1543)      | Maria Salviati (1499-1543)      |                                 |                                 |                                 |                                 |                      |                      |                                        |                                        |                                        |                                        | Pedro Álvarez de Toledo (1484-1553)    | Pedro Álvarez de Toledo (1484-1553)    | Pedro Álvarez de Toledo (1484-1553)     | Pedro Álvarez de Toledo (1484-1553)     | Pedro Álvarez de Toledo (1484-1553)     | Pedro Álvarez de Toledo (1484-1553)     |                                         |                                         |                                     |                                     |                                     |                                     | Maria Osorio Pimentel (1490-1539)   | Maria Osorio Pimentel (1490-1539)   | Maria Osorio Pimentel (1490-1539)   | Maria Osorio Pimentel (1490-1539)   | Maria Osorio Pimentel (1490-1539) | Maria Osorio Pimentel (1490-1539) |                                  |                                  |                                  |                                  |  |  |  |  |  |  |  |  |  |  |  |  |  |  |  |  |  |  |  |  |  |  |  |  |  |  |  |  |  |  |  |  |  |  |  |  |  |  |  |  |  |  |  |  |  |  |  |  |
|                                             |                                             |                                             |                                             | Giovanni dalle Bande Nere (1498−1526)       | Giovanni dalle Bande Nere (1498−1526)       | Giovanni dalle Bande Nere (1498−1526) | Giovanni dalle Bande Nere (1498−1526) | Giovanni dalle Bande Nere (1498−1526) | Giovanni dalle Bande Nere (1498−1526) |                                    |                                    |                                    |                                    |                                 |                                 | Maria Salviati (1499-1543)  | Maria Salviati (1499-1543)  | Maria Salviati (1499-1543)  | Maria Salviati (1499-1543)  | Maria Salviati (1499-1543)      | Maria Salviati (1499-1543)      |                                 |                                 |                                 |                                 |                      |                      |                                        |                                        |                                        |                                        | Pedro Álvarez de Toledo (1484-1553)    | Pedro Álvarez de Toledo (1484-1553)    | Pedro Álvarez de Toledo (1484-1553)     | Pedro Álvarez de Toledo (1484-1553)     | Pedro Álvarez de Toledo (1484-1553)     | Pedro Álvarez de Toledo (1484-1553)     |                                         |                                         |                                     |                                     |                                     |                                     | Maria Osorio Pimentel (1490-1539)   | Maria Osorio Pimentel (1490-1539)   | Maria Osorio Pimentel (1490-1539)   | Maria Osorio Pimentel (1490-1539)   | Maria Osorio Pimentel (1490-1539) | Maria Osorio Pimentel (1490-1539) |                                  |                                  |                                  |                                  |  |  |  |  |  |  |  |  |  |  |  |  |  |  |  |  |  |  |  |  |  |  |  |  |  |  |  |  |  |  |  |  |  |  |  |  |  |  |  |  |  |  |  |  |  |  |  |  |
|                                             |                                             |                                             |                                             |                                             |                                             |                                       |                                       |                                       |                                       | Cosimo I de' Medici (1519-1574)    | Cosimo I de' Medici (1519-1574)    | Cosimo I de' Medici (1519-1574)    | Cosimo I de' Medici (1519-1574)    | Cosimo I de' Medici (1519-1574) | Cosimo I de' Medici (1519-1574) |                             |                             |                             |                             |                                 |                                 |                                 |                                 |                                 |                                 |                      |                      |                                        |                                        |                                        |                                        |                                        |                                        |                                         |                                         |                                         |                                         | Eleonora van Toledo (1522-1562)         | Eleonora van Toledo (1522-1562)         | Eleonora van Toledo (1522-1562)     | Eleonora van Toledo (1522-1562)     | Eleonora van Toledo (1522-1562)     | Eleonora van Toledo (1522-1562)     |                                     |                                     |                                     |                                     |                                   |                                   |                                  |                                  |                                  |                                  |  |  |  |  |  |  |  |  |  |  |  |  |  |  |  |  |  |  |  |  |  |  |  |  |  |  |  |  |  |  |  |  |  |  |  |  |  |  |  |  |  |  |  |  |  |  |  |  |
|                                             |                                             |                                             |                                             |                                             |                                             |                                       |                                       |                                       |                                       | Cosimo I de' Medici (1519-1574)    | Cosimo I de' Medici (1519-1574)    | Cosimo I de' Medici (1519-1574)    | Cosimo I de' Medici (1519-1574)    | Cosimo I de' Medici (1519-1574) | Cosimo I de' Medici (1519-1574) |                             |                             |                             |                             |                                 |                                 |                                 |                                 |                                 |                                 |                      |                      |                                        |                                        |                                        |                                        |                                        |                                        |                                         |                                         |                                         |                                         | Eleonora van Toledo (1522-1562)         | Eleonora van Toledo (1522-1562)         | Eleonora van Toledo (1522-1562)     | Eleonora van Toledo (1522-1562)     | Eleonora van Toledo (1522-1562)     | Eleonora van Toledo (1522-1562)     |                                     |                                     |                                     |                                     |                                   |                                   |                                  |                                  |                                  |                                  |  |  |  |  |  |  |  |  |  |  |  |  |  |  |  |  |  |  |  |  |  |  |  |  |  |  |  |  |  |  |  |  |  |  |  |  |  |  |  |  |  |  |  |  |  |  |  |  |
|                                             |                                             |                                             |                                             |                                             |                                             |                                       |                                       |                                       |                                       |                                    |                                    |                                    |                                    |                                 |                                 |                             |                             |                             |                             |                                 |                                 |                                 |                                 |                                 |                                 |                      |                      |                                        |                                        |                                        |                                        |                                        |                                        |                                         |                                         |                                         |                                         |                                         |                                         |                                     |                                     |                                     |                                     |                                     |                                     |                                     |                                     |                                   |                                   |                                  |                                  |                                  |                                  |  |  |  |  |  |  |  |  |  |  |  |  |  |  |  |  |  |  |  |  |  |  |  |  |  |  |  |  |  |  |  |  |  |  |  |  |  |  |  |  |  |  |  |  |  |  |  |  |
|                                             |                                             |                                             |                                             |                                             |                                             |                                       |                                       |                                       |                                       |                                    |                                    |                                    |                                    |                                 |                                 |                             |                             |                             |                             |                                 |                                 |                                 |                                 |                                 |                                 |                      |                      |                                        |                                        |                                        |                                        |                                        |                                        |                                         |                                         |                                         |                                         |                                         |                                         |                                     |                                     |                                     |                                     |                                     |                                     |                                     |                                     |                                   |                                   |                                  |                                  |                                  |                                  |  |  |  |  |  |  |  |  |  |  |  |  |  |  |  |  |  |  |  |  |  |  |  |  |  |  |  |  |  |  |  |  |  |  |  |  |  |  |  |  |  |  |  |  |  |  |  |  |
| Bianca (Bia) de' Medici (ca. 1537-1542)     | Bianca (Bia) de' Medici (ca. 1537-1542)     | Bianca (Bia) de' Medici (ca. 1537-1542)     | Bianca (Bia) de' Medici (ca. 1537-1542)     | Bianca (Bia) de' Medici (ca. 1537-1542)     | Bianca (Bia) de' Medici (ca. 1537-1542)     |                                       |                                       | Francesco I de' Medici (1541-1587)    | Francesco I de' Medici (1541-1587)    | Francesco I de' Medici (1541-1587) | Francesco I de' Medici (1541-1587) | Francesco I de' Medici (1541-1587) | Francesco I de' Medici (1541-1587) |                                 |                                 | Isabella (1542-1576)        | Isabella (1542-1576)        | Isabella (1542-1576)        | Isabella (1542-1576)        | Isabella (1542-1576)            | Isabella (1542-1576)            |                                 |                                 | Giovanni (1543-1562)            | Giovanni (1543-1562)            | Giovanni (1543-1562) | Giovanni (1543-1562) | Giovanni (1543-1562)                   | Giovanni (1543-1562)                   |                                        |                                        | Lucrezia de' Medici (1545-1562)        | Lucrezia de' Medici (1545-1562)        | Lucrezia de' Medici (1545-1562)         | Lucrezia de' Medici (1545-1562)         | Lucrezia de' Medici (1545-1562)         | Lucrezia de' Medici (1545-1562)         |                                         |                                         | Ferdinando I de' Medici (1549-1609) | Ferdinando I de' Medici (1549-1609) | Ferdinando I de' Medici (1549-1609) | Ferdinando I de' Medici (1549-1609) | Ferdinando I de' Medici (1549-1609) | Ferdinando I de' Medici (1549-1609) |                                     |                                     | Pietro de' Medici (1554-1604)     | Pietro de' Medici (1554-1604)     | Pietro de' Medici (1554-1604)    | Pietro de' Medici (1554-1604)    | Pietro de' Medici (1554-1604)    | Pietro de' Medici (1554-1604)    |  |  |  |  |  |  |  |  |  |  |  |  |  |  |  |  |  |  |  |  |  |  |  |  |  |  |  |  |  |  |  |  |  |  |  |  |  |  |  |  |  |  |  |  |  |  |  |  |

- Bibsys: 1542227329720
- Biblioteca Nacional de España: XX899191
- Bibliothèque nationale de France: cb135730745 (data)
- Gemeinsame Normdatei: 118876368
- International Standard Name Identifier: 0000 0004 3529 2023
- Library of Congress Control Number: n88019319
- Nationale Bibliotheek van Tsjechië: ntk20221166700
- Nationale bibliotheek van Australië: 35723926
- Nationale Bibliotheek van Israël: 987007261018705171
- Nationale Bibliotheek van Polen: a0000002594839
- Nederlandse Thesaurus van Auteursnamen: 070634203
- Réseau des bibliothèques de Suisse occidentale: 02-A016526428
- RKD-Nederlands Instituut voor Kunstgeschiedenis: 441240
- Istituto Centrale per il Catalogo Unico: RMLV229016
- LIBRIS: 209081
- SNAC: w6d50s9t
- Système universitaire de documentation: 052664074
- Trove: 1059029
- Union List of Artist Names: 500260482
- Virtual International Authority File: 292820183
- WorldCat: E39PBJmDrxDmGX4ggDMHV7hPwC